# Robert Gascoyne-Cecil, 3.º Marquês de Salisbury
Robert Arthur Talbot Gascoyne-Cecil, 3º Marquês de Salisbury KG, GCVO, PC (Hatfield, 3 de fevereiro de 1830 – Hatfield, 22 de agosto de 1903), conhecido como Lord Robert Cecil até 1865 e como Visconde Cranborne entre 1865 e 1868, foi um político britânico, por três vezes Primeiro-ministro do Reino Unido, totalizando 14 anos como chefe de governo. Foi o primeiro primeiro-ministro do século XX no Reino Unido.
Conservador que serviu como primeiro-ministro do Reino Unido três vezes em um total de mais de treze anos. Ele também foi Secretário de Relações Exteriores durante grande parte de seu mandato, e durante seus últimos dois anos de mandato, foi Lorde Guardião do Selo Privado. Evitou alinhamentos ou alianças, mantendo a política de "esplêndido isolamento".
Lord Robert Cecil foi eleito pela primeira vez para a Câmara dos Comuns em 1854 e serviu como Secretário de Estado da Índia no governo conservador de Lord Derby de 1866–1867. Em 1874, sob Disraeli, Salisbury voltou como Secretário de Estado da Índia e, em 1878, foi nomeado secretário de Relações Exteriores, tendo desempenhado um papel importante no Congresso de Berlim. Após a morte de Disraeli em 1881, Salisbury emergiu como líder conservador na Câmara dos Lordes, com Sir Stafford Northcote liderando o partido na Câmara dos Comuns. Ele sucedeu William Ewart Gladstone como primeiro-ministro em junho de 1885 e ocupou o cargo até janeiro de 1886. Quando Gladstone se pronunciou a favor do Home Rule para a Irlanda, Salisbury se opôs a ele e formou uma aliança com os sindicalistas liberais dissidentes, vencendo as eleições gerais subsequentes. Sua grande conquista neste mandato foi obter a maior parte do novo território na África durante a Partilha de África, evitando uma guerra ou confronto sério com outras potências. Ele permaneceu como primeiro-ministro até liberais de Gladstone formou um governo com o apoio dos nacionalistas irlandeses na eleição geral 1892. Os liberais, no entanto, perderam as eleições gerais de 1895 e Salisbury, pela terceira e última vez, tornou-se primeiro-ministro. Ele levou a Grã-Bretanha à vitória em uma guerra amarga e controversa contra os bôeres, e levou os Unionistas a outra vitória eleitoral em 1900. Ele renunciou ao cargo de primeiro-ministro para seu sobrinho Arthur Balfour em 1902 e morreu em 1903. Ele foi o último primeiro-ministro a servir na Câmara dos Lordes.
 

Os historiadores concordam que Salisbury foi um líder forte e eficaz nas relações exteriores, com um amplo domínio das questões. Paul Smith caracteriza sua personalidade como "profundamente neurótica, depressiva, agitada, introvertida, temerosa de mudanças e perda de controle e modesta, mas capaz de extraordinária competitividade". Representante da aristocracia latifundiária, ele sustentava o credo reacionário: "O que quer que aconteça será para pior e, portanto, é do nosso interesse que aconteça o mínimo possível". Searle diz que em vez de ver a vitória de seu partido em 1886 como um prenúncio de um conservadorismo novo e mais popular, ele ansiava por retornar à estabilidade do passado, quando a principal função de seu partido era conter o liberalismo demagógico e os excessos democráticos.